# Oxypleurus
Oxypleurus — род жуков-усачей из подсемейства спондилидин.

## Описание
Переднеспинка с острым бугорком на боку, почти поперечная, закруглённо-шестиугольная. Надкрылья с небольшими, пустулообразными пятнышками, которые несут стоячие волоски.

## Систематика
В составе рода:
- Oxypleurus nodieri Mulsant, 1839
- Oxypleurus pinicola Wallaston, 1863